# Rhodina mesochra
Rhodina mesochra là một loài bướm đêm trong họ Erebidae.